# Vjačeslav Aleksejevič Pjecuh
Pjecuh, ispravno P ' e c u h, Vjačeslav Alekseevič (rus. Вячесла́в Алексе́евич Пьецу́х, Moskva 18. studenog 1946.) – ruski pisac i esejist. Završio je povijest na Moskovskom državnom pedagoškom fakultetu (MGPI). Autor je zbirki pripovijedaka, eseja i anegdota kao što su Alfavit, Vesjolye vremena, Novaja moskovskaja filosofija, Ja i pročie itd. Dobio je niz nagrada. Živi i radi u Moskvi.

## Biografija
Pjecuh se rodio u Moskvi 18. studenog 1946. godine. Otac mu je bio pokusni pilot u vojsci, a majka je radila u tvornici. Diplomiravši 1970. godine povijest na Moskovskom državnom pedagoškom fakultetu V. I. Lenin (MGPI), desetak godina je predavao opću povijest u srednjoj školi. Jedno vrijeme radio je kao bravar, zatim kao dopisnik za radio, te kao urednik časopisa Družba narodov (1993. – 1995.). Član je Saveza pisaca SSSR-a, Ruskog PEN-Centra te Komisije za državne nagrade Ruske Federacije. Dobio je nagrade časopisa Ogonjok, Zolotoj vek, a 2006. godine dobio je Novu Puškinovu nagradu. 

## Književno stvaralaštvo
Prvu pripovijetku Obmanščik (rus. prevarant) objavio je 1973. godine., a knjigu Alfavit (rus. abeceda) 1983. godine. Glavna je tema Pjecuhove proze ruski nacionalni karakter i ruska povijest. U središtu njegovih djela nalazi se mali ruski čovjek i ruska duša, koje Pjecuh opisuje s ironijom i humorom. Pjecuh također prikazuje svijest običnog, malog čovjeka unutar sovjetskog socijalističkog sustava, koji implicitno kritizira. Pjecuhova proza prožeta je ironijom, igrom, dekonstrukcijom, citatnošću, njegovi likovi postavljaju ontološka pitanja, zbog čega ga se svrstava u pisce  postmoderne. Autor je mnogih eseja i anegdota. 